# Coupe des Pays-Bas de football 2018-2019
Navigation
Édition précédente Édition suivante
La Coupe des Pays-Bas de football 2018-2019, nommée la TOTO KNVB beker, est la 101e édition de la Coupe des Pays-Bas. La compétition commence le 18 août 2018 et se termine le 5 mai 2019, date de la finale qui se dispute au Stade de Feyenoord. Ajax Amsterdam remporte la compétition en battant en finale Willem II.
Le club vainqueur de la coupe est qualifié pour les qualifications de la Ligue Europa 2019-2020.

## Déroulement de la compétition
Tous les tours se jouent en élimination directe. À chaque tour, un tirage au sort est effectué pour déterminer les adversaires.
Les clubs qui jouent en Europe ne peuvent pas s'affronter avant les huitièmes de finale.

## Résultats

### Huitièmes de finale
Les matchs des huitièmes de finale se déroulent entre le 18 et le 20 décembre 2018.
| Date             | Club                | Résultat        | Club           |
| ---------------- | ------------------- | --------------- | -------------- |
| 18 décembre 2018 | Willem II           | 3 - 0           | AFC            |
| 18 décembre 2018 | FC Twente           | 2 - 0           | RKC Waalwijk   |
| 18 décembre 2018 | AZ Alkmaar          | 5 - 0           | PEC Zwolle     |
| 19 décembre 2018 | ODIN '59            | 1 - 3           | SC Heerenveen  |
| 19 décembre 2018 | Fortuna Sittard     | 2 - 1           | SC Cambuur     |
| 19 décembre 2018 | SV Roda JC Kerkrade | 1 - 1 2 - 4 tab | Ajax Amsterdam |
| 20 décembre 2018 | Kozakken Boys       | 1 - 2           | Vitesse Arnhem |
| 20 décembre 2018 | Feyenoord Rotterdam | 1 - 0           | FC Utrecht     |

### Quarts de finale
Les matchs des quarts de finale se déroulent entre le 22 et le 24 janvier 2019.
| Date            | Club                | Résultat | Club            |
| --------------- | ------------------- | -------- | --------------- |
| 22 janvier 2018 | AZ Alkmaar          | 2 - 0    | Vitesse Arnhem  |
| 23 janvier 2018 | FC Twente           | 2 - 3    | Willem II       |
| 23 janvier 2018 | Feyenoord Rotterdam | 4 - 1    | Fortuna Sittard |
| 24 janvier 2018 | Ajax Amsterdam      | 3 - 1    | SC Heerenveen   |

### Demi-finales
Les matchs des demi-finale se déroulent les 27 et 28 février 2019.
| Date            | Club                | Résultat        | Club           |
| --------------- | ------------------- | --------------- | -------------- |
| 27 février 2018 | Feyenoord Rotterdam | 0 - 3           | Ajax Amsterdam |
| 28 février 2018 | Willem II           | 1 - 1 2 - 1 tab | AZ Alkmaar     |

### Finale
La finale se joue le 5 mai 2019 au Feijenoord Stadion de Rotterdam.
| 5 mai 2019 | Willem II | 0 - 4   | Ajax Amsterdam                                                    | Feijenoord Stadion, Rotterdam |                              |
| 17 h       |           | (0 - 2) | Daley Blind 38e · Klaas-Jan Huntelaar 39e 67e · Rasmus Nissen 76e | Arbitrage : Serdar Gozubuyuk  | Arbitrage : Serdar Gozubuyuk |